# Johann Philipp von Kesselstatt
Johann Philipp Franz Hyazinth von Kesselstatt (* 18. September 1754 in Trier; † 20. Juni 1828 ebenda) war Domkapitular in Trier und Archidiakon in Karden.

## Leben

### Herkunft und Familie
Im 13. und 14. Jahrhundert kam die Adelsfamilie von Kesselstatt in den Raum Trier. Sie stammte ursprünglich aus dem hessischen Raum, deren gleichnamiges Stammhaus bei Kesselstadt lag. Aus der Familie sind zahlreiche Persönlichkeiten hervorgegangen, die in Kirche und Staat wichtige Positionen innehatten.
Johann Philipp Franz Hyazinth von Kesselstatt wurde als Sohn des Karl Friedrich Melchior von Kesselstatt (1692–1751) und seiner Gemahlin Maria Isabella Theresia Antoinette Raitz von Frentz geboren. Seine Schwester Klara Luise (1726–1746) war mit Johann Hugo Franz Graf von Metternich-Winneburg verheiratet. Sein Bruder Hugo (1727–1796) war kaiserlicher Landhofmeister und Geheimrat.

### Wirken
Im Jahre 1762 wurde Johann Philipp Domherr in Trier und erhielt 1783 die Ernennung zum Domkapitular. Der Trierer Erzbischof Clemens Wenzeslaus übertrug ihm am 24. Oktober 1793 das Archidiakonat Karden. Nach der Besetzung des linken Rheinufers durch die Franzosen wurde Johann am 6. Juli 1795 zum Domdekan in Koblenz-Ehrenbreitstein gewählt. Mit dieser Wahl verzichtete er auf das Archidiakonat Karden.